# Итапуа
Итапуа (исп. Itapúa) — департамент на юго-востоке Парагвая, занимает территорию в 16 525 км². население составляет 453 692 чел. (8,9 % всего населения страны) (2002). Административный центр — город Энкарнасьон.

## География
Граничит с департаментами: Альто-Парана (на севере), Каасапа (на северо-западе), Мисьонес (на юго-западе) и с Аргентиной (на востоке и юго-востоке).
Климат — субтропический, влажный. Среднегодовая температура составляет 15 °C, достигая максимума 40 °C и минимума −3 °C. Уровень осадков — 1700 мм в год.

## Административное деление
В административном отношении делится на 30 округов:

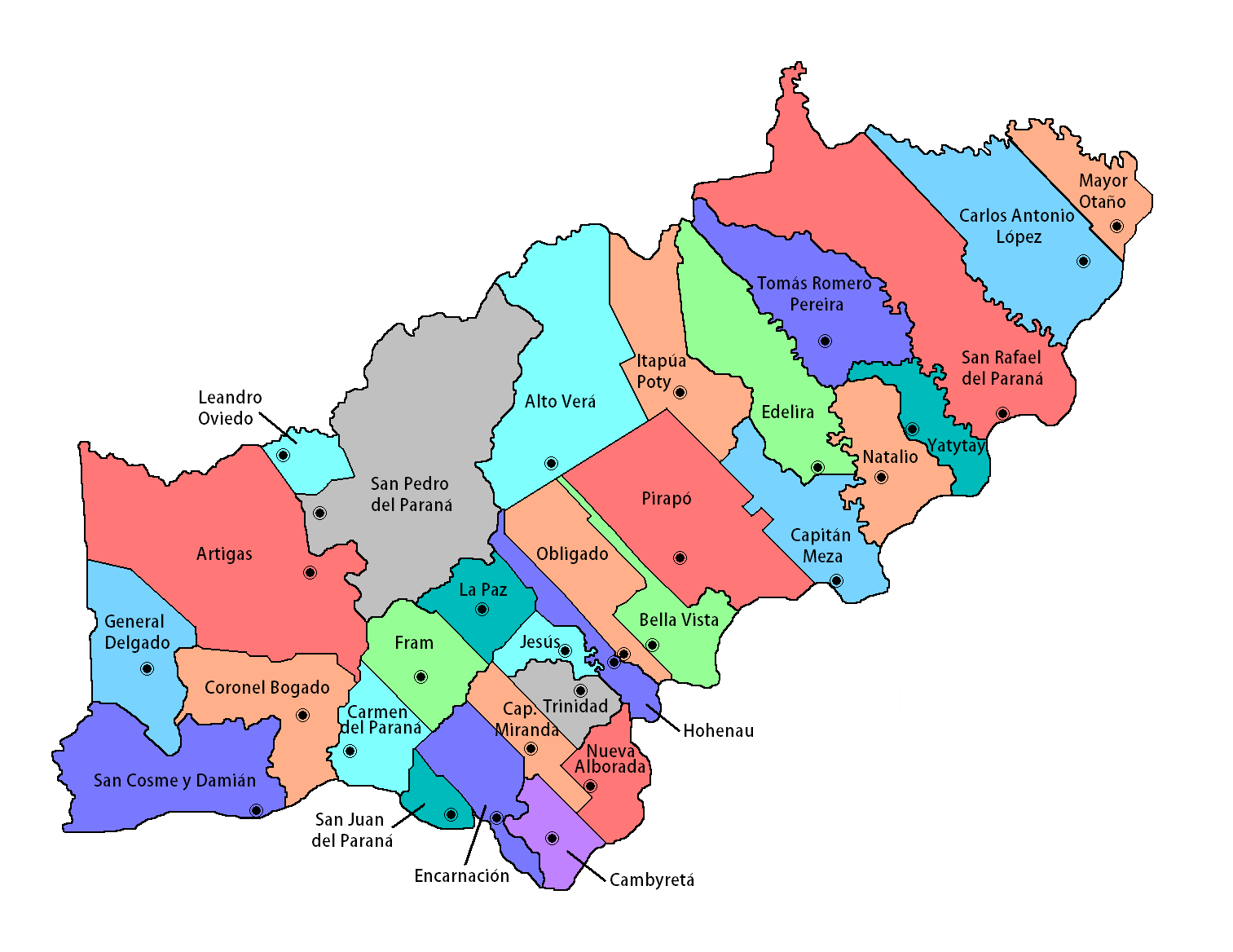
Округа департамента Итапуа.

| Округ                                         | Население, чел. (2002) | Площадь, км² | Округ                                           | Население, чел. (2002) | Площадь, км² | Округ                                              | Население, чел. (2002) | Площадь, км² |
| --------------------------------------------- | ---------------------- | ------------ | ----------------------------------------------- | ---------------------- | ------------ | -------------------------------------------------- | ---------------------- | ------------ |
| 1 Альто-Вера (Alto Verá)                      | 13 799                 | 899          | 11 Фрам (Fram)                                  | 6 923                  | 326          | 21 Нуэва-Альборада (Nueva Alborada)                | 6 533                  | 232          |
| 2 Белла-Виста (Bella Vista)                   | 9 193                  | 297          | 12 Хенераль Артихас (General Artigas)           | 11 042                 | 1 341        | 22 Облихадо (Obligado)                             | 11 441                 | 413          |
| 3 Камбирета (Cambyretá)                       | 27 808                 | 190          | 13 Хенераль Дельгадо (General Delgado)          | 6 611                  | 448          | 23 Пирапо (Pirapó)                                 | 6 754                  | 840          |
| 4 Капитан Меса (Capitán Meza)                 | 10 384                 | 440          | 14 Оэнау (Hohenau)                              | 9 685                  | 198          | 24 Сан-Косме-И-Дамиан (San Cosme y Damián)         | 7 322                  | 1 318        |
| 5 Капитан-Миранда (Capitán Miranda)           | 8 667                  | 219          | 15 Итапуа-Поти (Itapúa Poty)                    | 14 642                 | 523          | 25 Сан-Хуан-дель-Парана (San Juan del Paraná)      | 7 091                  | 112          |
| 6 Карлос-Антонио-Лопес (Carlos Antonio López) | 17 622                 | 825          | 16 Хесус (Jesús)                                | 5 560                  | 144          | 26 Сан-Педро-дель-Парана (San Pedro del Paraná)    | 28 598                 | 1 486        |
| 7 Кармен-дель-Парана (Carmen del Paraná)      | 6 165                  | 313          | 17 Ла-Пас (La Paz)                              | 3 076                  | 239          | 27 Сан-Рафаэль-дель-Парана (San Rafael del Paraná) | 20 434                 | 1 452        |
| 8 Коронель-Бохадо (Coronel Bogado)            | 17 065                 | 659          | 18 Хосе-Леандро-Овьедо (José Leandro Oviedo)    | 4 353                  | 130          | 28 Томас Ромеро Перейра (Tomás Romero Pereira)     | 27 239                 | 607          |
| 9 Эделира (Edelira)                           | 22 287                 | 635          | 19 Маиор Хулио Д. Отаньо (Mayor Julio D. Otaño) | 15 157                 | 262          | 29 Тринидад (Trinidad)                             | 6 873                  | 176          |
| 10 Энкарнасьон (Encarnación)                  | 93 497                 | 321          | 20 Наталио (Natalio)                            | 19 456                 | 383          | 30 Ятитай (Yatytay)                                | 11 415                 | 225          |

## Экономика
Экономика базируется на сельском хозяйстве, животноводстве и лесном хозяйстве. Имеются предприятия пищевой и текстильной промышленности, а также лесопилки. Важным фактором экономики является крупная ГЭС Ясирета на границе с Аргентиной. С аргентинской стороной реки столицу департамента также связывает мост Сан-Роке-Гонсалес-де-Санта-Крус через реку Парана.